# Джеймс Макферсън
Джеймз Макферсън (галски: Seumas MacMhuirich or Seumas Mac a' Phearsain) е шотландски писател, поет, мистификатор, литературен колекционер и политик, познат като „преводачът“ на цикъла от епически поеми на Осиан. Той е първият шотландски поет, спечелил международна репутация и станал европейска знаменитост. Огромна популярност добива и след като Гьоте включва Песните на Осиан в романа си Страданията на младия Вертер. Макферсън принадлежи към „планинските шотландци“.

## Биография и творчество
Макферсън е роден на 27 октомври 1736 г. в Рутвен в графство Инвърнес, Великобритания. Макар и син на обикновен фермер, принадлежи към старинен род, чието родословие възхожда към XII век. През 1752 г. отива да учи богословие в Кралския колеж в Абърдийн, две години по-късно се премества в Колеж Маришал, но не се дипломира и започва да работи като учител и възпитател. През 1755 г. по време на студентските си години, написва над 4 000 стиха, някои от които са публикувани през 1758 г. Една от тях е епическа поема Планинецът, която Макферсън опитва да изземе от печат малко след публикуването ѝ. Написва и поемите Смърт и Ловецът, които не правят почти никакво впечатление тогава. В периода 1759 – 1760 г. Макферсън е частен учител в богато семейство в южношотландския град Мофат. Именно тогава възниква идеята за Песните на Осиан.
През есента на 1759 г. Макферсън се запознава с Джон Хоум, автор на популярната тогава трагедия Дъглас, написана по шотландска народна балада. Хоум е заинтригуван от поезията на „планинските“ шотландци, към които принадлежи и Макферсън. Хоум го скланя да му даде преводите на старинни шотландски сказания и Макферсън се съгласява. Хоум се завръща в Единбург, където показва ръкописните преводи на местната интелигенция, сред които философа Дейвид Хюм, политикономиста Адам Смит и литературоведа Хю Блеър. Именно Блеър окуражава Макферсън да подбере още откъси от непознатата епическа поезия.
През 1760 г. в Единбург излиза книжка с 15 „откъса“, под заглавие Фрагменти от древна поезия, събрани в планинска Шотландия и преведени на галски (или ирски) език. Проф. Блеър написва предговор, в който изразява своето предположение, че макар и фрагментарни, откъсите може да са част от голяма епическа поема за войните на Фингал и неговите бойци, и вероятно из планинска Шотландия съществуват още много сказания. През 1760 г. Макферсън заминава за около месец и половина в отдалечените кътчета на родината си в търсене на нови песни. До 1765 г. Макферсън публикува серия от текстове, за които твърди, че са намерени от него старинни ръкописи и записани песни, които той е превел от галски. Текстовете са от около III – IV век, а техен автор е митичния келтски бард Осиан. Произведенията на Макферсън днес могат да бъдат определени като лиро-епически поеми. Формата им е ритмизирана проза.
Слухът за откриването на песните достигнал и до крал Джордж III в кралския дворец в Лондон. Това подпомогнало отиването на Макферсън в Лондон и през 1761 г. се появила като великолепно издание „ин кварто“ продължението на Осиановите песни под заглавие Фингал, древна епическа поема в шест книги, заедно с няколко други поеми на Осиан, синът на Фингал. Преведени от галски език от Джеймз Макферсън. Книгата съдържала още 16 малки поеми. Въпреки високата ѝ цена, моментално се изчерпала и последвало издаване на второ издание.
През 1763 г. излиза Темора, древна епическа поема в осем книги, заедно с няколко други поеми, съчинени от Осиан, синът на Фингал. Преведени от галски език от Джеймз Макферсън. Темора не била посрещната с такъв възторг. А две години по-късно излиза събрано издание на двете книги, предназначено за широката аудитория на по-достъпна цена. Смята се, че това издание не е дело на Макферсън, който по това време за кратко е секретар на губернатора във Флорида.
Негово обаче е изданието от 1773 г. – Песните на Осиан, синът на Фингал, в два тома. Преведени от галски език от Джеймз Макферсън. В сюжетен план това произведение е разказ за подвизите на легендарния каледонски крал Фингал и неговите войни, чиято държава Морвен била разположена по западното крайбрежие на Шотландия. Някъде там се намирал и владетелския дворец Селма. Автор на сказанията бил най-големият син на крал Фингал – Осиан, самият той войн и бард. Това е изданието, което след това излиза многократно, както приживе, така и след смъртта на Макферсън.
На 11 септември 1780 г. Макферсън става младши член на Камелфорд, а 4 години по-късно и старши. Остава на тази позиция до края на живота си. През 1783 г. става агент, работейки със сър Натаниел Ураксъл.
В по-късните му години купува имот, който нарича Белвил в родния му Рутвен, където и почива през 1796 г. Погребан е в Уестминстърското абатство, на няколко крачки от гроба на д-р Джонсън. След смъртта на Макферсън, Малкълм Лайнг в допълнение към своята История на Шотландия от 1800 г., заключава, че така наречените поеми на Осианик са съвсем модерни и че „достоверните източници“ на Макферсън практически не съществуват.
Завещанието на Макферсън косвено включва името на Фингаловата пещера на остров Стафа. Оригиналното галско име е An Uamh Bhin (Мелодичната пещера), но е преименувано от сър Джозеф Банкс през 1772 г., когато популярността на Макферсън била във възход.

## „Спорът за Осиан“
Откритието на Макферсън пробужда масов естетически, исторически и патриотичен ентусиазъм в Шотландия. Скоро Осиановите поеми печелят изключителна популярност не само на Острова, но и в Европа. Автентичността на тези така наречени преводи е веднага оспорена от ирландски историци, особено от Чарлз О’Конър, който отбелязва грешки в хронологията и в образуването на галските имена, както и коментира неправдоподобността на много от твърденията на Макферсън, нито едно от който Макферсън не бил способен да обоснове. Съмнения в автентичността на творбите изразяват и англичанинът Хорас Уолпоул и шотландецът Дейвид Хюм, който предлага да бъдат сравнени откъси от Фингал със стари галски ръкописи и да бъдат издирени в планините изпълнители на Осиановите песни.
По-късно д-р Самюъл Джонсън, критикът на Западния канон, според Харолд Блум, след като през 1773 г. преброжда Шотландските планини заедно с биографа си Джеймс Бозуел, той заявява че преводите на Макерсън са мистификация. От по-късната биография на Бозуел става ясно, че Джонсън се усъмнява, че поемите са преведени, и предизвиква Макферсън да изложи ръкописите в някой от факултетите на Абърдинския университет, и ако автентичността им бъде потвърдена от професорите, споровете по темата ще се прекратят. Това така и не се случва.
Институционализираният скептицизъм на д-р Джонсън размагьосва „старинните поеми“. През 1773 г. д-р Джонсън тръгва из Шотландия и Хебридските острови, по местата, където Макферсън събирал Осиановите песни, и в заключение подвърждава мнението си, че „те никога не са съществували в друга форма, освен тази, която ние сме видели“. Самюъл Джонсън се произнася по повод поемата „Фингал“ със следните думи: „Ако тя беше наистина древно творение, истински образец на това как са мислели някогашните хора, щеше да бъде първокласен паметник на старината. Но като съвременно творение тя е нищо.“ През 1775 г. Макферсън призовава на дуел д-р Джонсън, който му отговаря с писмо, охлаждайки този плам.
Отваря се анкета за проверка на съществуването и устното разпространение на локалната традиция, в която Макферсън вписва Осиан. Седемгодишното проучване заключава, че до средата на XVIII век е съществувала активна устна традиция в Шотландските планини, но в представените от Макферсън творби тя е значително изменена. През 1783 г. се открива подписка и са внесени в „Шотландското дружество“ хиляда лири стерлинги, предназначени за публикуването на оригиналите на „Песните на Осиан.“ Макферсън приживе така и не предоставя оригиналите, който твърди че съществуват. Когато лондонските издатели го молят да представи оригиналния ръкопис на галски, той просто им изпраща нови произведения. Едва през 1807 г., излиза ново издание, съдържащо галските оригинали на половината от текстовете, приписвани на Осиан, придружени от преводи на латински, както и многобройни бележки и приложения, доказващо истинността им. Това издание обаче не слага край на споровете по темата. Днес преобладава твърдението, че Макферсън е направил обратен превод от английски на келтски.
Публикуваните от Макферсън поеми имат фолклорен характер. Сюжетите, разработени във Фингал, Темора и в „малките“ поеми, възхождат към келтския феодален епос, възникнал в Ирландия. В него са се оформили два големи цикъла, обозначавани като уладски и фениански. В песните на Макферсън има взаимопроникване между двата цикъла. Една от „малките“ поеми в Песните на Осиан заимства популярна тема от Уладския цикъл – Смъртта на Кухулин. Вторият цикъл, върху който се опира Макферсън, е свързан с личността на Фин мак Кумхал, които е баща и на барда Осиан. В келтския феодален епос името на барда е Ойзин, Макферсън предпочел по-късната каледонска модификация Осиан.
Макферсън е често споменаван заедно със Томас Чатъртън, друг фалшификатор от тази ера, в романа Любов и лудост от Хърбърт Крофт през 1780 г. В България Петко Славейков печата в първата годишнина на списанието си Смесена китка (1852) Из Осиана превод от руски език.